# Euprophantis autoglypta
Euprophantis autoglypta är en fjärilsart som beskrevs av Edward Meyrick 1921. Euprophantis autoglypta ingår i släktet Euprophantis och familjen styltmalar. Inga underarter finns listade i Catalogue of Life.